# الغواصة الألمانية يو-104 (1940)
غواصة يو-104  غواصة يو بوت ألمانية من الفئة التاسعة بي بنيت لسلاح بحرية ألمانيا النازية كريغسمارينه، في أحواض إيه جي فيزر في بريمن خلال الحرب العالمية الثانية.